# Mae Montaño
Mae Montaño Valencia (Esmeraldas, 7 de abril de 1953) es una política ecuatoriana. Fue Asambleísta Nacional de Ecuador por la Circunscripción Nacional desde 2013, hasta 2021. Durante el Gobierno de Guillermo Lasso, asumió el cargo de Ministra de Inclusión Económica y Social desde el 24 de mayo de 2021 hasta el 14 de septiembre cuando renunció al cargo. 

## Biografía
Fue directora nacional del desaparecido partido Una Nueva Opción (UNO) en 2006 con el que alcanzó un escaño de asambleísta nacional en la Asamblea Nacional Constituyente de Ecuador de 2007. Posteriormente ayudó a organizar el partido político centrista Concertación Nacional Democrática.

### Asambleísta Nacional
Es una de las fundadoras del partido del movimiento Creando Oportunidades (CREO) que empezó a organizar desde 2010 y fue candidata a la Asamblea Nacional de Ecuador por el mismo movimiento en 2013. Para las elecciones legislativas de 2017 fue reelegida al cargo de asambleísta nacional.
El 2 de mayo de 2018, Montaño se desafilia del Movimiento CREO, ejerciendo en la asamblea como independiente, al año siguiente presenta el Movimiento Cambio Ciudadano (MCC).

### Ministra de Estado
El 26 de abril de 2021, Montaño es designada como Ministra de Inclusión Económica y Social por el presidente Guillermo Lasso. Asumió el cargo el 24 de mayo de 2021, día en que Lasso fue posesionado.
Renunció a su cargo el 14 de septiembre del mismo año.